# Ronny Hoareau
Ronny Hoareau (20 marzo 1983) è un calciatore seychellese, di ruolo difensore.